# 铁木儿不花 (镇西武靖王)
铁木儿不花（?—?），元朝宗室，一作铁木而不花。元世祖忽必烈之孙，西平王奥鲁赤之子。
至元末年，乌思藏不安，他奉父命，率领蒙古军和吐蕃军前往讨伐，并留下驻军来确保地方道路和边防口岸的安全。在乌思设立七个驿站，后藏设立四个驿站，由蒙古军驻守各站负责过往官员供应。元贞二年（1296年），率军讨平吐蕃阶州（今甘肃省陇南市武都区）之乱。大德元年（1297年），封镇西武靖王，赐驼纽镀金银印。以吐蕃各地为世袭的领地。以朵哥麻思算木多之地为镇西府（今青海省互助县松多乡）。

## 延伸阅读
[在维基数据编辑]
 《新元史/卷114》，出自柯劭忞《新元史》